# Marga Gual Soler
Marga Gual Soler   (Mallorca, segle XX) és una diplomàtica científica mallorquina. Ha estat assessora de les estratègies de diplomàcia científica de diversos governs i de la Unió Europea i ha ajudat a restablir els vincles científics entre Estats Units i Cuba. Gual Soler ha rebut diverses beques i premis, inclosa la Beca de Lideratge en Competitivitat Global a la Universitat de Georgetown. El The Huffington Post la va nomenar una dels 40 llatines menors de 40 en política exterior.

## Biografia
Gual Soler va néixer i créixer a Mallorca. Es llicencià en biologia per la Universitat de Barcelona i realitzà el doctorat en Biociencies Moleculars de la Universitat de Queensland a Australia. Es va formar al Departament de'Afers Econòmics i Socials de las Nacions Unides a Nova York, on ajudà a fer visible la comunitat científica en la transició dels Objectius de Desenvolupament del Mil·lenni als Objectius del Desenvolupament Sostenible (ODS)
Com a experta en diplomàcia científica, Gual Soler va dissenyar un nou pla d'estudis d'educació i capacitació en diplomàcia científica en la la Universitat Estatal d'Arizona, que després va ampliar com a directora principal de projectes al Centre de Diplomàcia Científica de la AAAS. En aquest càrrec, va dirigir programes de capacitació en polítiques científiques, diplomàcia científica i assessorament científic en més de vint països, en associació amb universitats, ministeris de relacions exteriors, acadèmies de ciències i organitzacions internacionals, com l'Acadèmia Mundial de les Ciències, l'Institut Interamericà d'Assumptes Globals Change Research, UNESCO, Global Young Academy i International Network for Government Science Advice. Va engegar el primer curs en línia sobre diplomàcia científica, va analitzar i va traçar un mapa de mecanismes per involucrar a científics i enginyers amb polítiques a tot el món, i es va exercir com a editora associada de la revista Science & Diplomacy.
El 2015, va supervisar la implementació d'un acord de cooperació científica entre la AAAS i l'Acadèmia de Ciències de Cuba després de la reobertura de les relacions diplomàtiques entre Estats Units i Cuba. També va recolzar les estratègies de diplomàcia científica dels governs d'Espanya, Panamà, Mèxic i la Unió Europea. Com a membre del grup assessor d'alt nivell d'experts en recerca, innovació i ciència (RISE) del comissari europeu Carlos Moedas, va participar en la publicació de dos llibres sobre el futur de la recerca i la innovació a Europa i va assessorar en dos projectes finançats per Horitzó 2020: Inventar una diplomàcia científica compartida per a Europa (InsSciDE) i Diplomàcia científica per a desafiaments globals (S4D4C).
Des de la UNESCO, Gual Soler va ajudar a iniciar el capítol llatinoamericà de l'Associació Mundial de Joves Científics (WAYS) amb Mandë Holford, i cofundó el Science Eslam Festival, una nova iniciativa de comunicació científica que combina ciència i arts escèniques a Llatinoamèrica, realitzats a Espanya, Mèxic, Uruguai i Paraguai. També va dirigir el compromís polític per al projecte europeu PERFORM (Compromís participatiu amb la recerca científica i tecnològica a través del rendiment). És una defensora de les dones i de les minories en les ciència, i amb freqüència escriu i parla sobre els desafiaments que enfronten les dones en les carreres de ciència i enginyeria a nivell mundial. Va parlar en la Marxa per la Ciència de 2018 a Washington D. C. sobre els beneficis de la col·laboració científica global. És membre del projecte Homeward Bound, un programa anual que es duu a terme en l'Antàrtida per ajudar a augmentar la visibilitat, la col·laboració i l'impacte polític de les dones en el futur del planeta.

## Reconeixements i premis
- Programa de lideratge en competitivitat global de la Universitat de Georgetown (2014)[18]
- Deu llatines pensen en grans innovadors per observar (2016)[19]
- 2016 Científic amb estil per Future-Ish (2016)[20]
- 40 llatins menors de 40 en política exterior per The Huffington Post (2017)[3]
- 100 Experts Espanyols en Innovació (Els 100 de Cotec) per la Fundació Cotec[21]
- Acadèmica del Festival d'Idees de Aspen (2017)
- Participant al Programa Homeward Bound (2018)[17]